# Jonas Evelius
Jonas Evelius, född den 31 augusti 1776 i Stockholm, död där den 8 februari 1854, var en svensk jurist. Han var son till Johan Evelius.
Evelius blev efter tjänstgöring i Svea hovrätt 1809 advokatfiskal i Riksbanken, 1816 bankokommissarie och fick 1818 kammarråds namn. Karl XIV Johan utnämnde honom 1824 till justitieråd. Evelius blev 1833 den förste ofrälse presidenten i Svea hovrätt. I likhet med fadern har fått föga hedrande omdömen. Hans kollega Carl Henrik Engelhart betecknade honom som "särdeles klen" i sitt värv i Högsta domstolen. Ättlingar till hans syster, som var gift med medicinalrådet Erik Carl Trafvenfelt, kallade honom "högmodig och njutningslysten". Som hovrättspresident dömde Evelius Anders Lindeberg till döden 1834. Våren 1835 gick han i konkurs och hösten samma år fick han avsked. Evelius översatte senare enaktskomedier för Djurgårdsteatern under Pierre Delands ledning. Han levde som äldre i fattigdom och sjuklighet och var under sina sista år blind.